# Нун (буква арабского алфавита)
Нун (араб. نون‎) — двадцать пятая буква арабского алфавита. Звук произносится как русское «н». Относится к солнечным буквам. Соответствует нун, четырнадцатой букве консонантного письма.

## Соединение
Стоящая в начале слова Нун пишется, как نـ; в середине слова — как ـنـ и в конце слова — ـن.

## Абджадия
Абджадия — 50 (пятьдесят).